# Autoroute A2 (Francia)
L'autoroute A2 è un'autostrada francese che ha origine dalla A1 (nei pressi di Combles) e termina a Saint-Aybert, nei pressi del confine belga.
Lunga 76 km è gestita dalla società SANEF a pedaggio nel tratto A1 - Cambrai, è gratuita oltre.
Partendo dal nord della Piccardia passa vicino a Cambrai, Denain e Valenciennes prima di attraversare la frontiera belga in direzione di Mons.